# Lascheid (Eifel)
Lascheid ist eine Ortsgemeinde im Eifelkreis Bitburg-Prüm in Rheinland-Pfalz. Sie gehört der Verbandsgemeinde Arzfeld an.

## Geographie
Der Ort befindet sich auf einer Höhenlage auf einem Bergrücken im östlichen Islek, das zur Südeifel gezählt wird. Die Staatsgrenze zu Luxemburg liegt etwa 20 km westlich des Ortes. Zu Lascheid gehört auch ein Teil des Weilers Gesotz.
53,1 % des Gemeindegebietes werden landwirtschaftlich genutzt, 35,5 % sind von Wald bestanden (Stand 2019).
An die Kommune grenzen Dackscheid im Norden, Lasel im Osten, Hargarten im Süden sowie Waxweiler und Pintesfeld im Westen.

## Geschichte
Die Gemarkung um Lascheid war vermutlich schon früh besiedelt, was durch den Fund von frührömischen Gräbern östlich des Ortes belegt werden konnte. Im Jahre 1905 stieß man hier bei Forstarbeiten auf Brandgräber. Als Beigaben konnten Keramik sowie eine Fibel geborgen werden. Nordöstlich von Lascheid wird zudem ein größerer Grabhügel mit einem Durchmesser von rund 20 m vermutet. Nach einer angeblichen Plünderung im Jahre 1976 sind die Funde verschollen. Die Existenz konnte allerdings nicht gesichert werden.
Der Ort hat vermutlich seinen Ursprung in den mittelalterlichen Rodungsphasen. 1540 wurde er erstmals als „Lasscheid“ urkundlich erwähnt. Bis Ende des 18. Jahrhunderts gehörte Lascheid zum Kondominium Pronsfeld. In der französischen Herrschaft wurde er von der Mairie Waxweiler verwaltet, in der Preußenzeit von der Bürgermeisterei Waxweiler im Kreis Prüm.
Bevölkerungsentwicklung
Die Entwicklung der Einwohnerzahl der Gemeinde Lascheid, die Werte von 1871 bis 1987 beruhen auf Volkszählungen:
| Jahr | Einwohner |
| ---- | --------- |
| 1815 | 73        |
| 1835 | 94        |
| 1871 | 116       |
| 1905 | 124       |
| 1939 | 127       |

| Jahr | Einwohner |
| ---- | --------- |
| 1950 | 123       |
| 1961 | 126       |
| 1970 | 108       |
| 1987 | 115       |
| 1993 | 101       |

| Jahr | Einwohner |
| ---- | --------- |
| 1999 | 86        |
| 2005 | 71        |
| 2011 | 75        |
| 2017 | 82        |
| 2023 | 79        |

## Politik

### Bürgermeister
Thomas Colles ist seit dem 21. August 2019 Ortsbürgermeister von Lascheid.
Die Vorgänger von Thomas Colles waren Helga Berg, die das Amt von 2009 bis 2019 ausübte, sowie zuvor Heinrich Hack, der es 30 Jahre innehatte.

### Wappen
| Wappen von Lascheid | Blasonierung: „Geviert, 1, 4 silber, 2, 3 blau; 1: rotes durchgehendes Kreuz, 2: schräger silberner heraldischer Scheit, 3: silberne Pflugschar; 4: zwei blaue Balken.“ |
| Wappen von Lascheid | Wappenbegründung: Die Vierteilung des Schildes weist auf die Zugehörigkeit zum Condominium Pronsfeld mit seinen vier Herren hin. Die Farben Rot und Silber zeigen die Zugehörigkeit zu Kurtrier (durchgehendes rotes Kreuz auf Silber). Blau und Silber verweisen auf die zeitweilige Zugehörigkeit zu Luxemburg hin. Die Pflugschar drückt aus, dass der Lebensunterhalt der Bevölkerung einst aus der Land- und Forstwirtschaft kam. Der Heraldische Scheit soll als redendes Wappenteil auf einen Bestandteil des Ortsnamens hinweisen. |

## Kultur und Sehenswürdigkeiten

### Bauwerke
- Über das Gemeindegebiet sind mehrere Wegekreuze verteilt.
- Mutmaßlicher römischer Grabhügel ⊙

### Naturdenkmale
- 200 Jahre alte Roteiche östlich von Lascheid mit einem Umfang von 2,50 m ⊙

Siehe auch: Liste der Naturdenkmale in Lascheid

### Regelmäßige Veranstaltungen
- Jährliches Kirmes- bzw. Kirchweihfest wird am Sonntag nach dem 18. September (St. Lambertus) gefeiert.
- Burgbrennen am ersten Wochenende nach Aschermittwoch (sogenannter Scheef-Sonntag)[9][10]

## Wirtschaft und Infrastruktur
Lascheid ist heute eine landwirtschaftlich geprägte Wohngemeinde. Seit 1971, als noch 24 landwirtschaftliche Betriebe gezählt worden waren, hat die landwirtschaftlich genutzte Fläche von 232 ha auf 185 ha (2019) abgenommen.
Der Eifelort liegt zwei Kilometer westlich der Anschlussstelle Waxweiler/Schönecken an der Bundesautobahn 60.